# 舊布朗菲爾德 (伊利諾伊州)
舊布朗菲爾德（英語：Old Brownfield）是位於美國伊利諾伊州波普縣的一個非建制地區。該地的面積和人口皆未知。

## 地理
舊布朗菲爾德的座標為37°21′32″N 88°35′47″W / 37.35889°N 88.59639°W，而該地的平均海拔高度為109米（即358英尺）。